# Mutabor (Synthesizer)
Mutabor ist ursprünglich ein Synthesizer, der darauf ausgerichtet ist, mit verschiedenen Stimmungen zu experimentieren. Dabei ging es zunächst insbesondere um reine Stimmungen. Spätere Versionen von Mutabor entstanden als Software.

## Einführung
Der Prototyp von Mutabor ist ein Synthesizer, der in den Jahren 1980 bis 1984 unter der Leitung von Rudolf Wille entstanden ist. Er diente dazu, mit reinen Stimmungen zu experimentieren.:S. 10
Grundlage war ein Orgelbausatz der Firma Haus-Musikelektronik, Schöllkrippen. Der ursprüngliche Orgeloszillator wurde 1980 von Georg Raabe durch einen Satz von 12 programmierbaren Teilern ersetzt. Bei den ersten Spielversuchen zeigte sich, dass die Teilergröße von 12-bit nicht ausreichte.

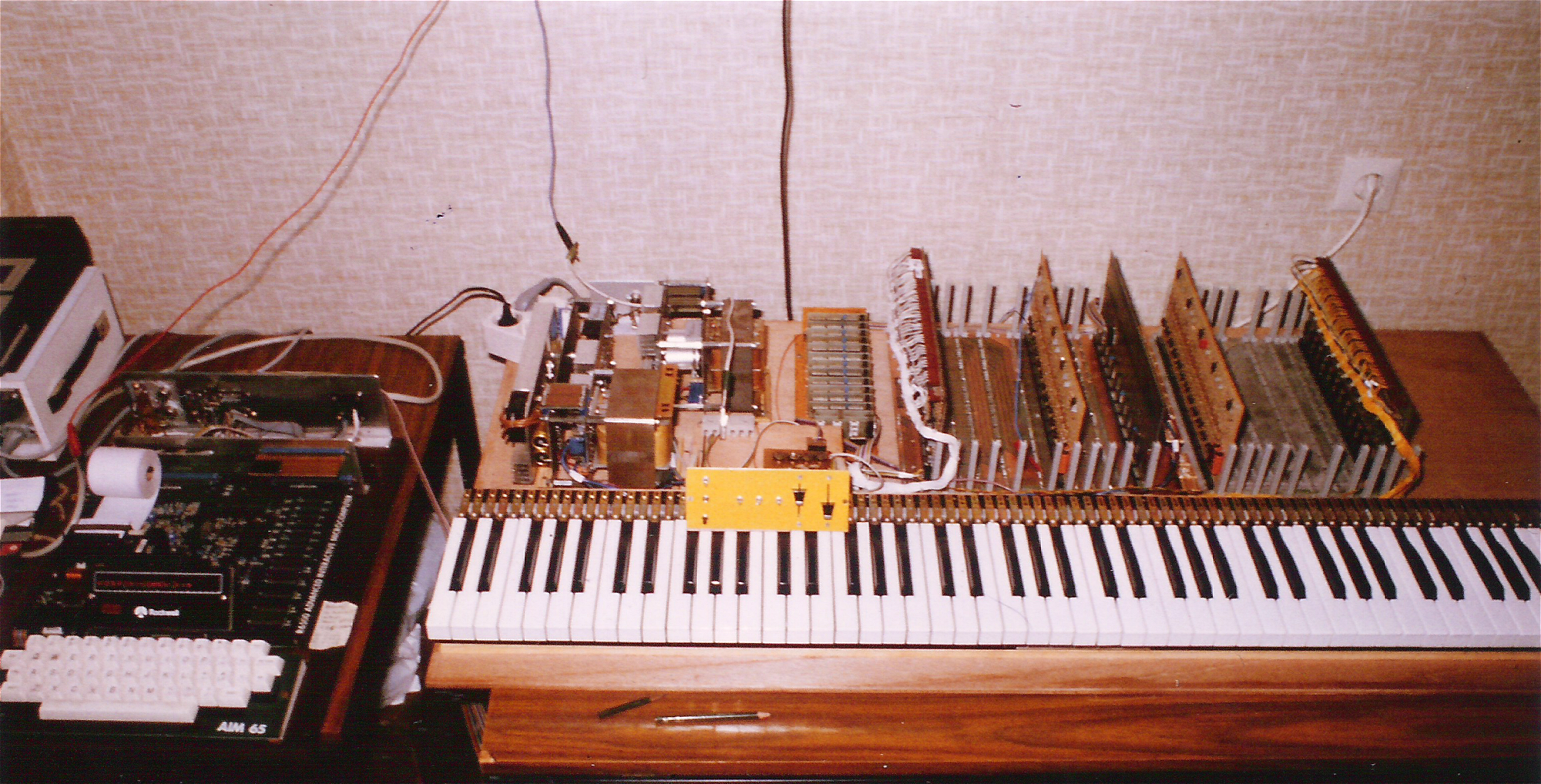
Der erste Versuchsaufbau von Mutabor. Links der zur Ansteuerung verwendete AIM-65-Rechner. Rechts neben dem Netzteil der Oszillator mit den programmierbaren Teilern.

Daher bekam das Instrument in Zusammenarbeit mit dem Institut für Übertragungstechnik und Elektroakustik an der TU Darmstadt von Hartmut Henkel 1983 im Rahmen seiner Diplomarbeit einen Orgelhauptoszillator von 40 MHz und Frequenzteiler mit 16-bit. Hinzu kam ein CP/M Steuerrechner mit einem in Assembler und Fortran IV geschriebenen Orgelbetriebsprogramm.
Der Name leitet sich zum einen aus dem Lateinischen ab und bedeutet „ich werde verwandelt werden“. Gleichzeitig ist es ein Akronym für Mutierende automatisch betriebene Orgel.:S. 9 Darauf aufbauend wurden später Software-Versionen von Mutabor entwickelt.

## Geschichte
Der Synthesizer wurde zunächst so programmiert, dass er sich abhängig von den gespielten Akkorden und den zuvor gespielten Akkorden beständig und während des Spiels umprogrammiert, um so eine möglichst reine Stimmung zu erreichen. Hintergrund ist, dass die heute verbreitet verwendete Gleichstufige Stimmung eigentlich einen leicht dissonanten Kompromiss darstellt. Eine reine Stimmung soll diesen Kompromiss vermeiden. Um andere Logiken zu realisieren, nach denen die Stimmung jeweils angepasst wird, musste jedoch jedes Mal in die Programmierung eingegriffen werden.
Im Laufe der Experimente wurde deutlich, dass es dafür keinen eindeutigen idealen Algorithmus gibt. Deshalb wurde im weiteren Verlauf eine Programmiersprache entwickelt, die speziell auf Musiker und deren Fachbegriffe zugeschnitten ist. Mit Hilfe dieser speziellen Programmiersprache war es dann nicht mehr notwendig, die Software selbst anzupassen, um die Programmierung zu verändern. Die Regeln, nach denen jeweils die Umstimmung des Synthesizers erfolgt, konnte auch von Musikern ohne ausgeprägte Programmierkenntnisse festgelegt werden.
Der Synthesizer wurde bei den Salzburger Musikgespräch 1984 unter dem Vorsitz von Herbert von Karajan einem breiteren Fachpublikum vorgestellt. Bei dieser Gelegenheit spielte auch Karajan auf dem Synthesizer.
An der Entwicklung von Mutabor war unter anderen der Mathematiker Bernhard Ganter beteiligt. Bei seiner Berufung auf einen Lehrstuhl an der TU Dresden nahm er das Thema mit. Unter seiner Leitung wurden dort Software-Versionen von Mutabor entwickelt.
Der Prototyp des Mutabor-Synthesizers steht heute im Pianomuseum Haus Eller in Bergheim, in der Nähe von Köln.
Der Name Mutabor wurde teilweise auch von anderen Entwicklergruppen verwendet, die mit gleicher Zielsetzung experimentierten.

## Trivia
Im Handbuch zu Mutabor wird das Akronym scherzhaft auch interpretiert als: Mut, dass das Ohr abfallen könnte (Mut ab Ohr).